# Diospyros anisandra
Diospyros anisandra là một loài thực vật có hoa trong họ Thị. Loài này được S.F.Blake mô tả khoa học đầu tiên năm 1921.